# Eurovision Song Contest 2023
Eurovision Song Contest 2023, česky také Velká cena Eurovize 2023 (či jen Eurovize 2023), byl 67. ročník soutěže Eurovision Song Contest, který se konal v Liverpoolu ve Velké Británii. Předchozí ročník sice vyhrála ukrajinská skupina Kalush Orchestra s písní „Stefanija“ a podle tradice se měla soutěž následující rok konat v tomto státě, Ukrajina ale kvůli probíhající ruské invazi nemohla zaručit bezpečné konání soutěže, možnost uspořádat ročník proto byla nabídnuta Velké Británii, pro kterou získal v roce 2022 Sam Ryder s písní „Space Man“ druhé místo.
Soutěž, organizovaná Evropskou vysílací unií (EVU) a britskou veřejnoprávní BBC ve spolupráci s ukrajinskou UA:PBC, se konala v hale Liverpool Arena. Semifinálová kola se uskutečnila 9. a 11. května, finále pak 13. května 2023. Moderátory přenosů byly zpěvačka Alesha Dixon, herečka Hannah Waddingham a ukrajinská zpěvačka Julia Sanina, ke kterým se ve finále přidal irský moderátor Graham Norton. Velká Británie Eurovizi pořádala podeváté, předtím se v zemi soutěž konala v Birminghamu v roce 1998.
Soutěže se zúčastnilo 37 zemí, což je o tři státy méně oproti předchozímu ročníku. Bulharsko, Černá Hora a Severní Makedonie ze soutěže odstoupili, primárně z finančních důvodů.
Vítězem se stala švédská zpěvačka Loreen s písní „Tattoo“. Země získala nejvíce bodů u porot, u diváků skončila na druhém místě za Finskem, celkem získala 583 bodů. Loreen jako teprve druhá umělkyně dokázala tuto soutěž ovládnout podruhé, když navázala na své vítězství z roku 2012. Švédsko sedmým vítězstvím v soutěži vyrovnalo dosavadního lídra Irsko.
Soutěž sledovalo 162 milionů diváků ve 38 evropských zemích, což je o 1 milion více oproti předchozímu ročníku. 15,6 milionu diváku soutěž sledovalo online na YouTube a TikToku.

## Místo konání

### Výběr hostitelské země
Dle tradice bylo uspořádání soutěže nabídnuto té zemi, která v předchozím roce zvítězila. Uspořádání ročníku tak bylo nabídnuto Ukrajině, která již hostila Eurovizi v letech 2005 a 2017, v obou případech v Kyjevě. Vzhledem k ruské invazi na Ukrajinu se nicméně od počátku spekulovalo o tom, že země nebude schopna ročník uspořádat. Řada zemí se proto nabídla, že by soutěž uspořádala, pokud by to situace vyžadovala. Zájem projevily země jako Itálie, Nizozemsko, Polsko, Španělsko (které později nabídku odvolalo), Švédsko a Velká Británie.
16. května 2022 Mykola Černotyckyj, ředitel veřejnoprávní televize UA:PBC, prohlásil, že Ukrajina si přeje ročník uspořádat a že doufá, že bude schopna zajistit bezpečí všech účastníků a delegací. Toto rozhodnutí podporovala také řada ukrajinských politiků, prezident Ukrajiny Volodymyr Zelenskyj prohlásil, že doufá, že bude možné jednoho dne soutěž uspořádat v Mariupolu. Místostarosta Kyjeva Mykola Povoroznyk 26. května 2022 prohlásil, že město bude připraveno ročník uspořádat, pokud o to bude zájem. Ukrajinský ministr kultury Oleksandr Tkačenko 3. června 2022 zveřejnil, že hodlá jednat s EVU ohledně podmínek, za jakých by bylo přijatelné Eurovizi v zemi uspořádat. Člen ukrajinského parlamentu Taras Melnyčuk 10. června 2022 prohlásil, že byl vytvořen výbor, jehož cílem byla organizační příprava soutěže.
16. června 2022 došlo ke schůzce zástupců EVU se zástupci UA:PBC a ukrajinské vlády, kde byla nabídnuta tři možná místa konání ročníku – Lvov, Zakarpatsko a Kyjev. O den později EVU oznámila, že po vyhodnocení všech možností Ukrajina nebude ročník pořádat, a že budou zahájena jednání s Velkou Británií, která v roce 2022 skončila jako druhá, o možnosti konání Euvovize v této zemi. Naposledy se soutěž nekonala v zemi, která ovládla předchozí ročník, v roce 1980.
Po tomto oznámení ředitel UA:PBC a ukrajinský ministr kultury, společně s ukrajinskými vítězi Eurovize Ruslanou, Džamalou a Olehem Psjukem (zakladatelem skupiny Kalush Orchestra), vydali prohlášení, ve kterém vyzvali EVU k dalším jednání. Na jejich stranu se postavili také britský premiér Boris Johnson, veřejnoprávní Polská televize, polský ministr kultury Piotr Gliński a britská tajemnice pro kulturu Nadine Dorriesová. EVU proto 23. června 2022 vydala další prohlášení, ve kterém znovu potvrdila své rozhodnutí neuspořádat soutěž na Ukrajině; v dokumentu upozorňovala především na vážná bezpečnostní rizika a naléhala na to, aby se proces výběru místa konání nepolitizoval.
25. července 2022 bylo oznámeno, že se ročník bude konat ve Velké Británii.

### Výběr hostitelského města
Zároveň s oznámením hostitelské země zahájila BBC hledání města, kde se bude soutěž konat. Města, která projeví zájem, musí zaslat oficiální přihlášku. Jako první podali přihlášku 26. července 2022 Bristol, Glasgow a Sheffield, o den později také Birmingham.
Proces výběru hostitelského města bude rozdělen do dvou etap, přičemž potenciální kandidáti musí splnit sadu minimálních standardů. Pořadatelé musí mít zkušenosti s pořádáním akcí podobného rozsahu, dostatek času na přípravy a místo s dostatečnou kapacitou.
12. srpna 2022 BBC oznámila, že z 20 měst, která o uspořádání soutěže projevila zájem, jich do druhé fáze výběru bylo vybráno 7 – Birmingham, Glasgow, Leeds, Liverpool, Manchester, Newcastle a Sheffield. Zástupci těchto měst byli zároveň vyzváni k vypracování detailnějších nabídek do 8. září. 27. září bylo oznámeno, že ročník bude uspořádán v Glasgow nebo v Liverpoolu, finální rozhodnutí bylo učiněno 7. října. Soutěž bude hostit Liverpool.
Města, která projevila zájem soutěž pořádat:
|  | Přihlášená města |  | Města v užším výběru |  | Finální výběr |  | Vítězné město |

| Město         | Hala                 |
| ------------- | -------------------- |
| Aberdeen      | P&J Live Complex     |
| Belfast       | SSE Arena            |
| Birmingham    | Resorts World Arena  |
| Brighton      | —                    |
| Bristol       | Brabazon Hangar      |
| Cardiff       | Principality Stadium |
| Darlington    | The Darlington Arena |
| Edinburgh     | —                    |
| Glasgow       | OVO Hydro            |
| Leeds         | First Direct Arena   |
| Liverpool     | Liverpool Arena      |
| Londonderry   | —                    |
| Londýn        | —                    |
| Manchester    | AO Arena             |
| Newcastle     | Utilita Arena        |
| Nottingham    | Motorpoint Arena     |
| Prudhoe       | —                    |
| Sheffield     | Utilita Arena        |
| Sunderland    | Stadium of Light     |
| Wolverhampton | —                    |

## Produkce

### Moderátoři
22. února 2023 byli představeni moderátoři ročníku. Oba semifinálové večery moderovaly britská zpěvačka Alesha Dixon, britská herečka Hannah Waddingham a ukrajinská zpěvačka Julia Sanina. Během finálového přenosu je doplnil irský televizní moderátor a komentátor Graham Norton.

### Design jeviště
Podoba jeviště byla odhalena 2. února 2023. Hlavním designérem se stal Julio Himede sídlící v New Yorku, podle kterého je jeviště postaveno na „principech pospolitosti, oslav a komunity“ a které je inspirované společnými kulturními a dalšími podobnostmi mezi Ukrajinou, Spojeným královstvím a konkrétně Liverpoolem. Plocha jeviště je 450 m², její součástí je 220 m² LED obrazovek, více než 700 LED dlaždic a přes 1500 metrů LED světel.

### Zahajovací a intervalové akty
První semifinále zahájilo taneční vystoupení na skladbu „Together in Electric Dreams“, načež Julia Sanina zazpívala píseň „Mayak“. Před oznámením výsledků vystoupily Alyosha s Rebeccou Ferguson se skladbou „Ordinary World“ a Rita Ora s písněmi „Ritual“, „Anywhere“, „I Will Never Let You Down“ a „Praising You“.
Během druhého semifinále se představil herec Luke Evans s pohledem na historii Eurovize. Intervalovým aktem bylo vystoupení Music Unites Generations, kdy Marija Jaremčuk, Otoy a Zlata Dziunka představili známé ukrajinské písně; následně tři zpěváci společně s tanečním souborem Podilya představili vystoupení Be Who You Wanna Be, během kterého zazněly písně „Free Yourself“, „Free Your Mind“, „Free“ a „We Got Love“.
Finále zahájila vítězná skupina předchozího ročníku Kalush Orchestra, která kromě vítězné písně z roku 2022 „Stefanija“ představila i nejnovější skladbu „Changes“. Následoval tradiční vlajkový průvod za účasti všech 26 finalistů, během kterého vystoupili čtyři bývalí reprezentanti Ukrajiny na Eurovizi se svými upravenými soutěžními písněmi – Go_A s písní „Shum“, Džamala s vítěznou skladbou „1944“, Tina Karol se singlem „Show Me Your Love“ a Věrka Serďučka s písní „Dancing Lasha Tumbai“. V rámci intervalových aktů se představil Sam Ryder se svou nejnovější písní „Mountain“, následoval projekt The Liverpool Songbook, který vzdal hold liverpoolské hudební scéně – bývalí eurovizní reprezentanti Cornelia Jakobs, Daði Freyr, Duncan Laurence, Mahmood, Netta a Sonia představili klasické písně původem z Liverpoolu ve svém podání.

## Formát

### Způsob hlasování
22. listopadu 2022 EVU představila zásadní změny hlasovacího systému. Stejně jako v letech 2004 až 2007 budou v semifinálových kolech hlasovat pouze diváci, dosud měli diváci i porotci 50% vliv na osud soutěžících. Hlasování ve finále zůstává beze změny.
Porotci ohodnotí i semifinálová vystoupení, jejich výsledky budou ale sloužit pouze jako záloha pro případ, že by, na příklad z důvodu závady, nemohly být hlasy diváků použity. Pokud by k podobné situaci došlo i ve finále, bylo by finálové hodnocení porotců použito také, což je novinka oproti dosavadní praxi, kdy byl používán algoritmus, na základě kterého byly body rozděleny jednotlivým účastníkům na základě výsledků ze zemí, které hlasují podobně. Ke stejnému opatření by došlo v případě, že by byla diskvalifikována národní porota – místo jejich hodnocení by byly použity hlasy diváků.
Nově budou moci během semifinále i finále hlasovat diváci ze zemí, které se Eurovize neúčastní. Jejich hlasy budou představovat jeden agregovaný set hlasů označený jako „Zbytek světa“. Hlasování bude umožněno přes online platformu, hlasující budou muset pro ověření své totožnosti zadat číslo své kreditní nebo debetní karty.

### Los států do semifinále

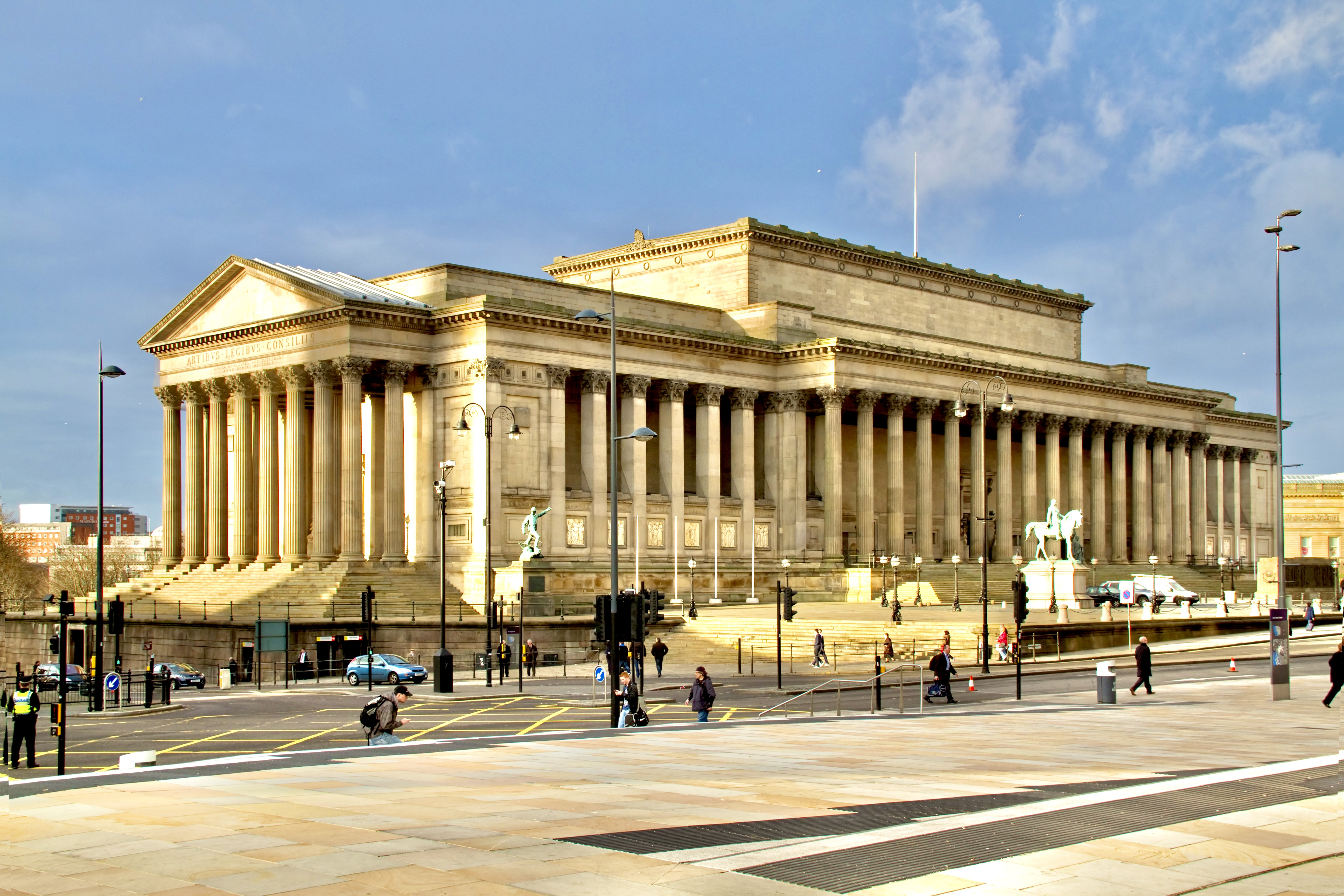
Los proběhl v St George's Hall

Los, který určil, kdo bude vystupovat v kterém semifinále, proběhl 31. ledna 2023. 31 semifinalistů bylo rozděleno do pěti skupin na základě historických výsledků a pravidelné vzájemné podpory některých států pro zachování co největší objektivity či eliminace politického vlivu v rámci soutěže. Los zároveň určil, během kterých semifinálových večerů budou moci hlasovat členové Velké pětky a Ukrajina jakožto vítěz předchozího ročníku.
| Skupina 1                                                           | Skupina 2                                                            | Skupina 3                                                    | Skupina 4                                                 | Skupina 5                                                     |
| ------------------------------------------------------------------- | -------------------------------------------------------------------- | ------------------------------------------------------------ | --------------------------------------------------------- | ------------------------------------------------------------- |
| - Albánie - Austrálie - Chorvatsko - Srbsko - Slovinsko - Švýcarsko | - Austrálie - Dánsko - Estonsko - Finsko - Island - Norsko - Švédsko | - Arménie - Ázerbájdžán - Gruzie - Izrael - Lotyšsko - Litva | - Kypr - Řecko - Irsko - Malta - Portugalsko - San Marino | - Belgie - Česko - Moldavsko - Nizozemsko - Polsko - Rumunsko |

## Seznam účastníků

Účastníci prvního semifinále
Automaticky postupující s právem hlasovat v 1. semifinále
Účastníci druhého semifinále
Automaticky postupující s právem hlasovat ve 2. semifinále

20. října 2022 EVU oznámila, že se ročníku zúčastní 37 zemí – nejméně od roku 2014. Ze soutěže z finančních důvodů odstoupily Bulharsko, Černá Hora a Severní Makedonie.

### Navrátivší interpreti
Soutěže se zúčastnilo šest interpretů, kteří se již představili v některém z předchozích ročníků. Loreen reprezentující Švédsko vyhrála soutěž v roce 2012, Marco Mengoni reprezentoval Itálii v roce 2013, Monika Linkytė reprezentovala v roce 2015 společně s Vaidasem Baumilou Litvu, a Paša Parfeny reprezentoval v roce 2012 Moldavsko a o rok později doprovázel Alionu Moon. Gustaph se zúčastnil Eurovize v roce 2018 jako doprovodný zpěvák Sennek a o tři roky později s kapelou Hooverphonic, a Iru vyhrála Junior Eurovision Song Contest v roce 2011 jako členka skupiny Candy.

### První semifinále
Prvního semifinále se zúčastnilo celkem 15 zemí. Odehrálo se 9. května ve 20 hodin místního času (21:00 CEST). Hlasovat mohli diváci a poroty z těchto zemí a tří zemí tzv. Velké pětky, konkrétně z Francie, Itálie a Německa.
| Pořadí | Země        | Interpret                 | Skladba                               | Jazyk                                          | Umístění | Body |
| ------ | ----------- | ------------------------- | ------------------------------------- | ---------------------------------------------- | -------- | ---- |
| 1.     | Norsko      | Alessandra                | „Queen of Kings“                      | angličtina                                     | 6.       | 102  |
| 2.     | Malta       | The Busker                | „Dance (Our Own Party)“               | angličtina                                     | 15.      | 3    |
| 3.     | Srbsko      | Luke Black                | „Samo mi se spava“ (Само ми се спава) | srbština, angličtina                           | 10.      | 37   |
| 4.     | Lotyšsko    | Sudden Lights             | „Aijā“                                | angličtina                                     | 11.      | 34   |
| 5.     | Portugalsko | Mimicat                   | „Ai coração“                          | portugalština                                  | 9.       | 74   |
| 6.     | Irsko       | Wild Youth                | „We Are One“                          | angličtina                                     | 12.      | 10   |
| 7.     | Chorvatsko  | Let 3                     | „Mama ŠČ!“                            | chorvatština                                   | 8.       | 76   |
| 8.     | Švýcarsko   | Remo Forrer               | „Watergun“                            | angličtina                                     | 7.       | 97.  |
| 9.     | Izrael      | No'a Kirel                | „Unicorn“                             | angličtina                                     | 3.       | 127  |
| 10.    | Moldavsko   | Pasha Parfeni             | „Soarele și luna“                     | rumunština                                     | 5.       | 109  |
| 11.    | Švédsko     | Loreen                    | „Tattoo“                              | angličtina                                     | 2.       | 135  |
| 12.    | Ázerbájdžán | TuralTuranX               | „Tell Me More“                        | angličtina                                     | 14.      | 4    |
| 13.    | Česko       | Vesna                     | „My Sister's Crown“                   | angličtina, ukrajinština, čeština, bulharština | 4.       | 110  |
| 14.    | Nizozemsko  | Mia Nicolai a Dion Cooper | „Burning Daylight“                    | angličtina                                     | 13.      | 7    |
| 15.    | Finsko      | Käärijä                   | „Cha Cha Cha“                         | finština                                       | 1.       | 177. |

### Druhé semifinále
Druhého semifinále se zúčastnilo 16 zemí. Odehrálo se 11. května ve 20 hodin místního času (21:00 CEST). Hlasovat mohli diváci a poroty z těchto zemí, Ukrajiny a dvou zemí tzv. Velké pětky, konkrétně ze Spojeného království a Španělska.
| Pořadí | Země       | Interpret                 | Skladba                  | Jazyk                  | Umístění | Body |
| ------ | ---------- | ------------------------- | ------------------------ | ---------------------- | -------- | ---- |
| 1.     | Dánsko     | Reiley                    | „Breaking My Heart“      | angličtina             | 14.      | 6    |
| 2.     | Arménie    | Brunette                  | „Future Lover“           | angličtina, arménština | 6.       | 99   |
| 3.     | Rumunsko   | Theodor Andrei            | „D.G.T. (Off and On)“    | rumunština, angličtina | 15.      | 0    |
| 4.     | Estonsko   | Alika                     | „Bridges“                | angličtina             | 10.      | 74   |
| 5.     | Belgie     | Gustaph                   | „Because of You“         | angličtina             | 8.       | 90   |
| 6.     | Kypr       | Andrew Lambrou            | „Break a Broken Heart“   | angličtina             | 7.       | 94   |
| 7.     | Island     | Diljá                     | „Power“                  | angličtina             | 11.      | 44   |
| 8.     | Řecko      | Victor Vernicos           | „What They Say“          | angličtina             | 13.      | 14   |
| 9.     | Polsko     | Blanka                    | „Solo“                   | angličtina             | 3.       | 124  |
| 10.    | Slovinsko  | Joker Out                 | „Carpe Diem“             | slovinština            | 5.       | 103  |
| 11.    | Gruzie     | Iru                       | „Echo“                   | angličtina             | 12.      | 33   |
| 12.    | San Marino | Piqued Jacks              | „Like an Animal“         | angličtina             | 16.      | 0    |
| 13.    | Rakousko   | Teya a Salena             | „Who the Hell Is Edgar?“ | angličtina             | 2.       | 137  |
| 14.    | Albánie    | Albina a Familja Kelmendi | „Duje“                   | albánština             | 9.       | 83   |
| 15.    | Litva      | Monika Linkytė            | „Stay“                   | angličtina             | 4.       | 110  |
| 16.    | Austrálie  | Voyager                   | „Promise“                | angličtina             | 1.       | 149  |

### Finále
Finále se uskutečnilo 13. května ve 20 hodin místního času (21:00 CEST). Zúčastnilo se ho 26 zemí – 10 nejlepších z každého semifinále, státy z tzv. Velké pětky, které do finále postupují automaticky, a Ukrajina jakožto vítěz předchozího ročníku.
| Pořadí | Země               | Interpret                 | Skladba                               | Jazyk                                          | Umístění | Body |
| ------ | ------------------ | ------------------------- | ------------------------------------- | ---------------------------------------------- | -------- | ---- |
| 1.     | Rakousko           | Teya a Salena             | „Who the Hell Is Edgar?“              | angličtina                                     | 15.      | 120  |
| 2.     | Portugalsko        | Mimicat                   | „Ai coração“                          | portugalština                                  | 23.      | 59   |
| 3.     | Švýcarsko          | Remo Forrer               | „Watergun“                            | angličtina                                     | 20.      | 92   |
| 4.     | Polsko             | Blanka                    | „Solo“                                | angličtina                                     | 19.      | 93   |
| 5.     | Srbsko             | Luke Black                | „Samo mi se spava“ (Само ми се спава) | srbština, angličtina                           | 24.      | 30   |
| 6.     | Francie            | La Zarra                  | „Évidemment“                          | francouzština                                  | 16.      | 104  |
| 7.     | Kypr               | Andrew Lambrou            | „Break a Broken Heart“                | angličtina                                     | 12.      | 126  |
| 8.     | Španělsko          | Blanca Paloma             | „Eaea“                                | španělština                                    | 17.      | 100  |
| 9.     | Švédsko            | Loreen                    | „Tattoo“                              | angličtina                                     | 1.       | 586  |
| 10.    | Albánie            | Albina a Familja Kelmendi | „Duje“                                | albánština                                     | 22.      | 76   |
| 11.    | Itálie             | Marco Mengoni             | „Due vite“                            | italština                                      | 4.       | 350  |
| 12.    | Estonsko           | Alika                     | „Bridges“                             | angličtina                                     | 8.       | 168  |
| 13.    | Finsko             | Käärijä                   | „Cha Cha Cha“                         | finština                                       | 2.       | 526  |
| 14.    | Česko              | Vesna                     | „My Sister's Crown“                   | angličtina, ukrajinština, čeština, bulharština | 10.      | 129  |
| 15.    | Austrálie          | Voyager                   | „Promise“                             | angličtina                                     | 9.       | 151  |
| 16.    | Belgie             | Gustaph                   | „Because of You“                      | angličtina                                     | 7.       | 182  |
| 17.    | Arménie            | Brunette                  | „Future Lover“                        | angličtina, arménština                         | 14.      | 122  |
| 18.    | Moldavsko          | Pasha Parfeni             | „Soarele și luna“                     | rumunština                                     | 18.      | 96   |
| 19.    | Ukrajina           | Tvorchi                   | „Heart of Steel“                      | angličtina, ukrajinština                       | 6.       | 243  |
| 20.    | Norsko             | Alessandra                | „Queen of Kings“                      | angličtina                                     | 5.       | 268  |
| 21.    | Německo            | Lord of the Lost          | „Blood & Glitter“                     | angličtina                                     | 26.      | 18   |
| 22.    | Litva              | Monika Linkytė            | „Stay“                                | angličtina                                     | 11.      | 127  |
| 23.    | Izrael             | No'a Kirel                | „Unicorn“                             | angličtina                                     | 3.       | 362  |
| 24.    | Slovinsko          | Joker Out                 | „Carpe Diem“                          | slovinština                                    | 21.      | 78   |
| 25.    | Chorvatsko         | Let 3                     | „Mama ŠČ!“                            | chorvatština                                   | 13.      | 123  |
| 26.    | Spojené království | Mae Muller                | „I Wrote a Song“                      | angličtina                                     | 25.      | 24   |

## Ostatní země
Podmínkou pro účast v soutěži je aktivní členství v Evropské vysílací unii (EVU), díky kterému je daný stát schopný soutěž vysílat. Pozvánku dostávají každoročně všichni aktivní členové unie. Austrálie, která je přidruženým členem, nemusí obdržet pozvánku, jelikož se již v minulosti s EVU dohodla na účasti minimálně do roku 2023.

### Aktivní členové EVU
- Andorra – 26. května 2022 zástupci národní stanice RTVA potvrdili, že návrat země do soutěže v blízké době je nepravděpodobný.[30] Andorra se Eurovize naposledy zúčastnila v roce 2009.
- Bosna a Hercegovina – 14. října 2022 veřejnoprávní vysílací společnost BHRT potvrdila, že země se do soutěže nevrátí z důvodu vážných finančních potíží.[31] Bosna a Hercegovina se Eurovize naposledy zúčastnila v roce 2016.
- Bulharsko – 14. října 2022 bulharská národní televize BNT oznámila, že ze soutěže odstupuje a že návrat v brzké době není pravděpodobný. Na základě vypracované analýzy vysílatel došel k závěru, že již o tento program nemá zájem.[32]
- Černá Hora – 13. října 2022 veřejnoprávní vysílatel RTCG prohlásil, že země ze soutěže odstupuje z finančních důvodů a pro nezájem sponzorů.[33]
- Lucembursko – 2. srpna 2022 lucemburská veřejnoprávní stanice RTL potvrdila, že se ročníku nezúčastní, jelikož upřednostňuje zpravodajství před hudbou a zábavou a protože by se jednalo o významnou finanční zátěž.[34] Lucembursko se Eurovize naposledy zúčastnilo v roce 1993.
- Monako – 22. listopadu 2021 web Eurovoix uvedl, že země v rozpočtu vyhradila částku na účast v soutěži v roce 2023.[35] Plány ale byly odloženy, jelikož nová monacká stanice Monte-Carlo Riviera TV má odstartovat až v průběhu léta 2023. Původně mělo být vysílání zahájeno koncem roku 2022, stanice by v tom případě stihla vstoupit do EVU, k čemuž by muselo dojít do prosince 2022.[36] 5. září 2022 bylo oficiálně potvrzeno, že země se v roce 2023 do soutěže nezapojí.[37] Monako se Eurovize naposledy zúčastnilo v roce 2006.
- Severní Makedonie – 14. října 2022 makedonská televize MRT oznámila, že ze soutěže odstupuje z finančních důvodů. Přesto ale bude soutěž v zemi i nadále vysílat a doufá, že se bude moci v roce 2024 opět vrátit.[38]
- Slovensko – 10. června 2022 zástupci RTVS prohlásili, že kvůli finanční náročnosti a nízké sledovanosti v letech, kdy se země Euvovize účastnila, se Slovensko v roce 2023 do soutěže nevrátí.[39] Slovensko se Eurovize naposledy zúčastnilo v roce 2012.

### Přidružení členové EVU
- Kazachstán – V říjnu 2022 bylo zveřejněno, že kazašská televize Khabar Agency jedná s EVU o možnosti zúčastnit se ročníku. Země se od roku 2018 účastní juniorské verze soutěže.[40]

### Nečlenské země EVU
- Bělorusko – Dne 28. května 2021 rozhodla EVU o přerušení členství běloruské státní televize BTRC v unii. Stanice měla dva týdny na reakci, neučinila tak však veřejně.[41] BTRC byla z EVU vyloučena s platností k 1. červenci 2021, přišla tak mimo jiné i o možnost zúčastnit se Eurovize. BTRC v reakci na toto oznámil, že v následujících letech nebude usilovat o návrat do soutěže.[42]
- Kosovo – Dne 16. května 2022 generální ředitel RTK Shkumbin Ahmetxhekaj uvedl, že kosovská televize má v úmyslu požádat o členství v EVU na konci roku a potvrdil, že pokud RTK členství získá, Kosovo se soutěže zúčastní.[43]
- Rusko – 25. února 2022 vydala EVU prohlášení, že v důsledku ruské invaze na Ukrajinu se ročníku 2022 nesmí zúčastnit žádný ruský umělec.[44] V souvislosti s tímto oznámením následující den všichni ruští členové EVU (VGTRK, První kanál a Radio Dom Ostankino) prohlásili, že z unie vystupují.[45]

## Další ocenění

### Cena Marcela Bezençona
Cenu Marcela Bezençona mohou získat písně, které zazní během finálového večera. Ceny, které jsou rozděleny do tří kategorií, jsou udělovány od roku 2002. Vítězové v novinářské, komentátorské a skladatelské kategorii byli oznámeni krátce před finálovým večerem.
| Kategorie     | Země    | Píseň      | Interpret     | Skladatel                                                                                              |
| ------------- | ------- | ---------- | ------------- | --- |
| Komentátorská | Švédsko | „Tattoo“   | Loreen        | Jimmy "Joker" Thörnfeldt, Jimmy Jansson, Lorine Talhaoui, Moa Carlebecker, Peter Boström, Thomas G:son |
| Novinářská    | Švédsko | „Tattoo“   | Loreen        | Jimmy "Joker" Thörnfeldt, Jimmy Jansson, Lorine Talhaoui, Moa Carlebecker, Peter Boström, Thomas G:son |
| Skladatelská  | Itálie  | „Due vite“ | Marco Mengoni | Marco Mengoni, Davide Petrella, Davide Simonetta                                                       |

### OGAE
OGAE je mezinárodní organizace sdružující fanoušky Eurovize. V rámci té sestavují jednotlivé národní fankluby pořadí nejlepších 10 čísel, které je zveřejněno několik dní před zahájením soutěže. V roce 2023 vyhrálo Švédsko těsně před Finskem, Česko skončilo s 91 body na 8. místě.
| Země     | Interpret     | Píseň                    | Počet bodů |
| -------- | ------------- | ------------------------ | ---------- |
| Švédsko  | Loreen        | „Tattoo“                 | 423        |
| Finsko   | Käärijä       | „Cha Cha Cha“            | 394        |
| Francie  | La Zarra      | „Évidemment“             | 302        |
| Norsko   | Alessandra    | „Queen of Kings“         | 263        |
| Rakousko | Teya a Salena | „Who the Hell Is Edgar?“ | 228        |